# Woud van Gemenc
Het Woud van Gemenc ligt 12 km ten zuiden van Szekszárd en is een van de mooiste en grootste natuurreservaten van Hongarije.
Het woud van Gemenc strekt zich uit over een oppervlakte van ongeveer 20.000 ha en heeft een breedte van 3 tot 6 km langs de westoever en gedeeltelijk ook langs de oostoever van de Donau. Het reservaat begint waar het Siókanaal in de Donau uitmondt en heeft een lengte van 25 km. Het loopt door tot de stad Baja aan de oostzijde van de Donau. Er zijn herten, reeën, wilde zwijnen en verscheidene soorten water- en andere vogels.
Vanaf de rand van het bos brengt een treintje men in het reservaat. Te voet of per auto mag men het woud niet binnen.